# Клод Мале
Клод Мале (28. јун 1754 – 29. октобар 1812) је био француски генерал.

## Биографија
Рођен је у Долу. У краљевској војсци је од 16. године. И поред тога, одушевљено је прихватио идеје Француске револуције и у њој учествовао на страни револуционара. Од 1799. године је генерал француске револуционарне армије. Веран Француској републици, након Наполеоновог доласка на власт (државни удар 18. бримера) пао је у немилост. Готово сам, док се Бонапарта налазио у Русији, покушао је да 22. октобра 1812. године обори династију и успостави републику. Ухваћен је и стрељан.